# Шумеће
Шумеће је насељено место у саставу општине Бебрина у Бродско-посавској жупанији, Република Хрватска.

## Историја
До територијалне реорганизације у Хрватској налазило се у саставу старе општине Славонски Брод.

## Становништво
На попису становништва 2011. године, Шумеће је имало 580 становника.

## Попис1991.
На попису становништва 1991. године, насељено место Шумеће је имало 602 становника, следећег националног састава:
| Попис 1991.‍ | Попис 1991.‍ | Попис 1991.‍ | Попис 1991.‍ | Попис 1991.‍ |
| ----------- | ----------- | ----------- | ----------- | ----------- |
|             |             |             |             |             |
| Хрвати      | Хрвати      |             | 527         | 87,54%      |
| Украјинци   | Украјинци   |             | 49          | 8,13%       |
| Пољаци      | Пољаци      |             | 11          | 1,82%       |
| Срби        | Срби        |             | 7           | 1,16%       |
| непознато   | непознато   |             | 8           | 1,32%       |
| укупно: 602 |             |             |             |             |